# 1942: جوينت سترايك
لعبة 1942 جوينت سترايك (بالإنجليزية: 1942: Joint Strike)‏، هي لعبة إلكترونية حربية تلعب للفرد الواحد، أنتجت من قبل شركة كابكوم اليابانية سنة 2008 م، وهذه المرة تتحدث عن الحرب العالمية الافتراضية سنة ما (بالإنجليزية:19XX)، وتعمل بأنظمة إكس بوكس مع إكس بوكس لايف وبلاي ستينشن 3، والتي تعرض الآن على متجر بلاي ستيشن نتورك.
هذه اللعبة الحديثة المتطورة تعيد النسخة السابقة للعبة (1942) والتي أنتجت سنة 1984 م، مما أضطر منتجو اللعبة إعادة الجزء السابق ولكن بشكل مختلف وبخيال.

## وصلات خارجية
- Backbone page
- Capcom page
- Xbox.com page